# Bornholm
Bornholm (em dinamarquês: Bornholm;  PRONÚNCIA) ou Boríngia (em latim: Boringia) é uma ilha dinamarquesa situada no mar Báltico. 
Está localizada a leste das restantes ilhas da Dinamarca (170 km de Copenhaga), e a menor distância do sul da Suécia (40 km da Escânia) e do norte da Alemanha (80 km de Rügen). 
Fica junto à pequena ilha de Ertholmene, localizada 18 km a noroeste. Estrategicamente localizada no mar Báltico, Bornholm foi controlada pela Dinamarca na maior parte da sua história, mas também pela Suécia e por Lubeque. As ruínas do castelo Hammershus no extremo noroeste da ilha dão testemunho da sua grande importância. As principais indústrias da ilha são a pesca, a cerâmica, o fabrico de relógios e os produtos lácteos. O turismo é importante durante o verão, especialmente pelas suas quatro igrejas redondas, muito visitadas.
Supõe-se que a ilha esteve ocupada na Antiguidade pelos burgúndios, um dos povos germânicos procedentes da Escandinávia que se instalaram na zona sudeste da França nos finais do Império Romano. É significativo que o nome da ilha em nórdico antigo fosse Bungundarholm; igualmente Alfredo, o Grande traduziu no século IX o topónimo, tomado de Orósio, como "Terra Burgenda" (Burgenda Land). Foi estabelecido como município regional, com privilégios de amt, em 1 de janeiro de 2003 é até 2007. Desde 1 de janeiro de 2007, a Bornholm é apenas um município regional, parte do Região da Capital.

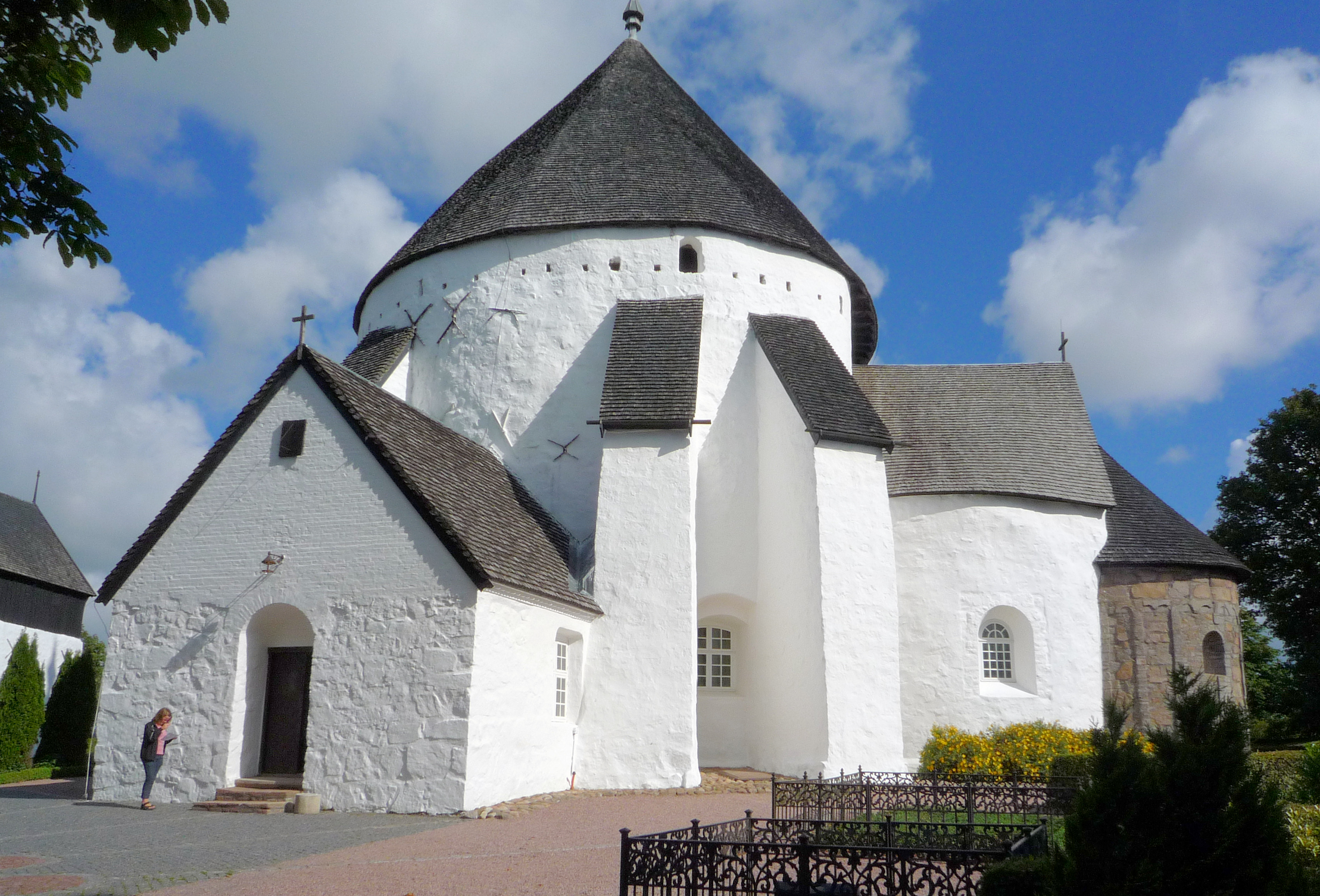
Igreja redonda de Østerlars
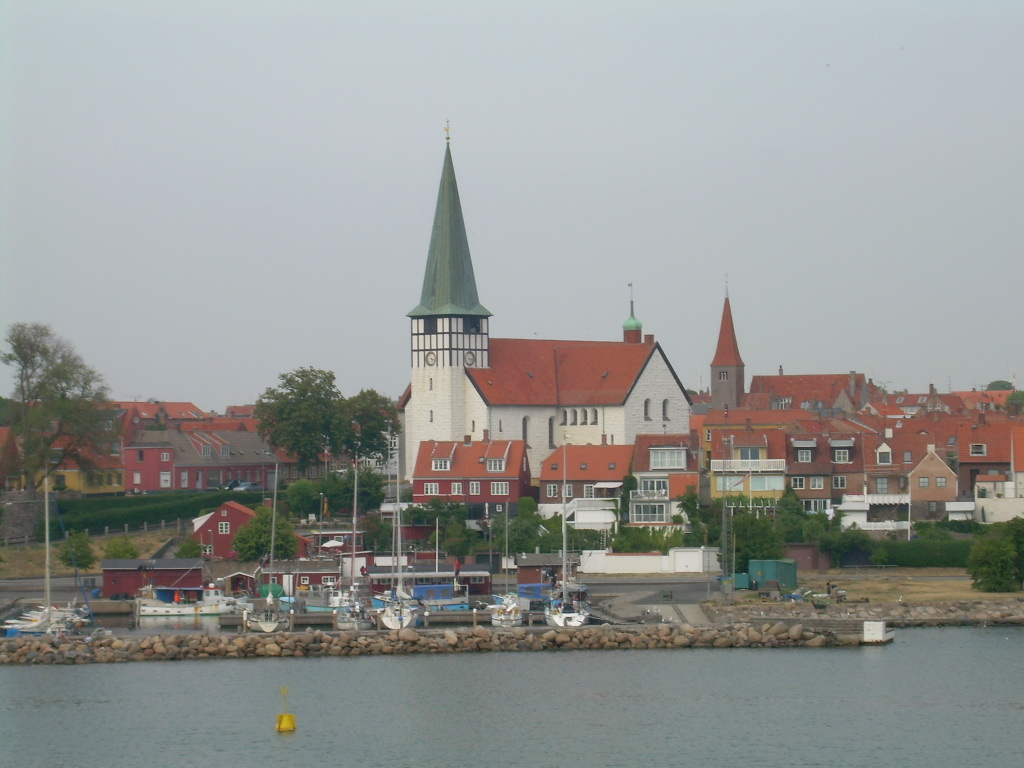
A cidade de Rønne

## Municípios
Bornholm tem um município:
- Bornholms Regionskommune i Rønne

## Culinária
- Bornholm æggekage